# Fissicepheus mitis
Fissicepheus mitis är en kvalsterart som beskrevs av Aoki 1970. Fissicepheus mitis ingår i släktet Fissicepheus och familjen Tetracondylidae. Inga underarter finns listade i Catalogue of Life.